# Liste des œuvres de Francisco de Goya

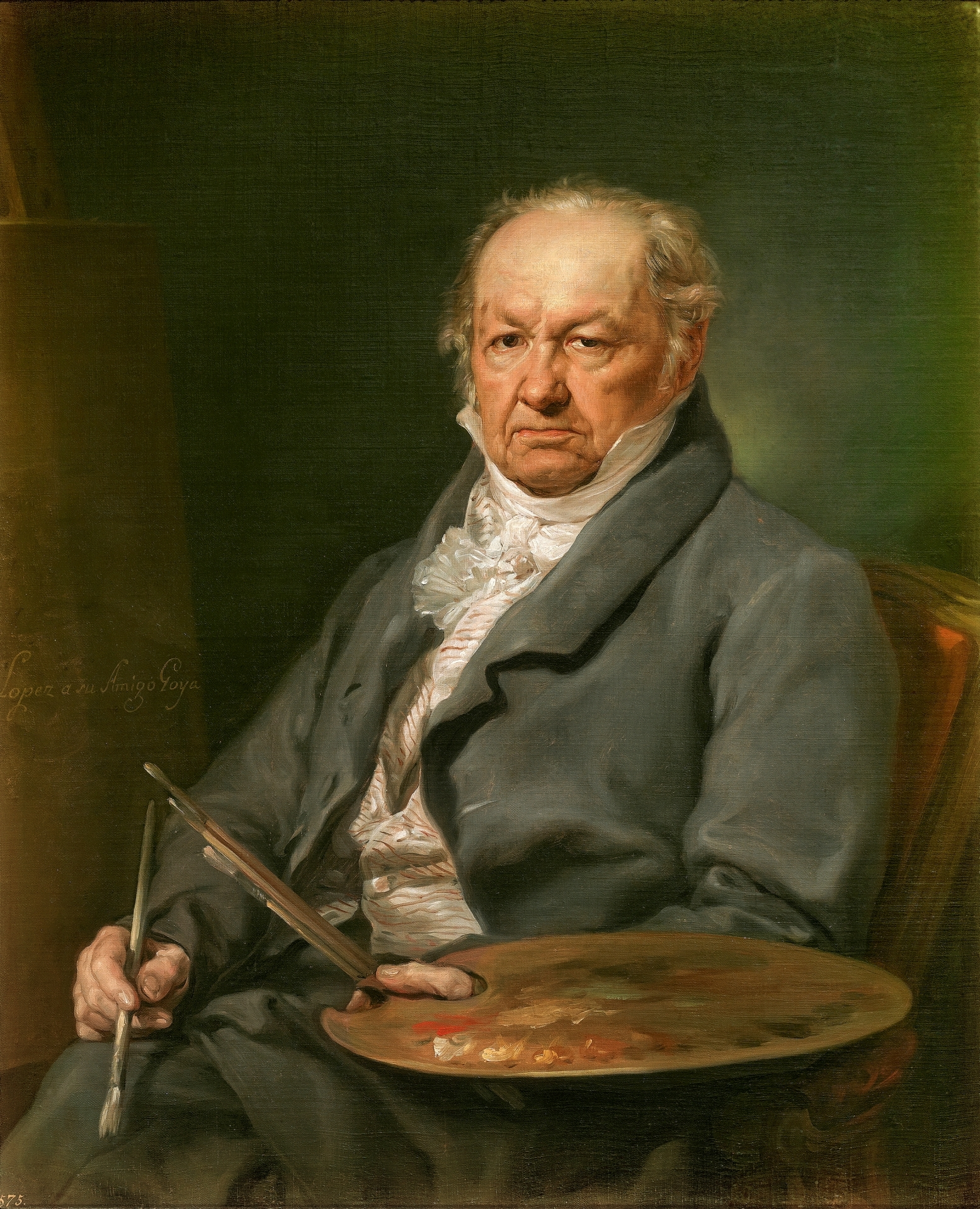
El pintor Francisco de Goya par Vicente López Portaña.

La carrière artistique de Francisco de Goya s'étend approximativement entre 1766 environ, année où il peint un reliquaire pour l'église paroissiale de Fuendetodos, et 1827, date de ses dernières œuvres comme le Portrait de Mariano Goya (1827). Tout au long de sa carrière, il a produit plus de 1 000 œuvres d'art, dont des peintures, des dessins et des estampes (gravure, aquatinte et lithographie),,. Parmi les expositions récentes les plus importantes, citons la rétrospective Goya à la Fondation Beyeler en 2020-2021 et Dessins de Goya : “Solo la voluntad me sobra” au Musée du Prado en 2019, pour le 200e anniversaire de la création du musée.
Travaillant à la cour des rois Carlos III, Carlos IV et Ferdinand VII, son style évolue vers le baroque tardif, avec des peintures telles que Sainte Famille avec saint Joachim et sainte Anne devant l'éternel en gloire (1769), et de la peinture rococo, qui imprègne ses premiers cartons pour tapisseries (1775-1792),, en passant par le néoclassicisme (Christ crucifié, 1780), l'expressionnisme et le romantisme, avec des œuvres telles que les Peintures noires (c. 1829-1823). En dehors des commandes, il a produit d'importantes séries d'estampes telles que Los caprichos (1799), Les Désastres de la guerre (1810-1815) et les Disparates (c. 1816-1819), où il fait la satire de la condition humaine, en combinant le fantastique et le grotesque avec des commentaires sociaux.
L'artiste a abordé une grande variété de genres, s'illustrant particulièrement dans le portrait et la peinture d'histoire (y compris la peinture religieuse, la mythologie et les événements historiques). Il a également travaillé en dehors des commandes, créant de sa propre initiative de nombreuses œuvres difficiles à classer, avec des thèmes fantastiques, de sorcellerie ou des scènes dramatiques d'incendies, de prisons, d'attaques de bandits et de violence Ses premières œuvres dans ce genre, qu'il qualifie de « fantaisistes et inventives » (capricho e invención), sont exécutées en 1793-1794, après sa maladie. Il a également travaillé, dans une moindre mesure, sur la peinture de paysage et la nature morte, dans ses impressionnantes peintures d'animaux morts exécutées pendant la Guerre d'indépendance espagnole (1808-1814).
L'œuvre conservée au musée du Prado, à Madrid, est particulièrement importante, tant par son nombre que par sa qualité. Toutefois, des œuvres attribuées à Goya se trouvent dans divers musées du monde, comme la National Gallery à Londres, le Metropolitan Museum of Art à New York, la Galerie des Offices, la Alte Pinakothek de Munich ou le Musée du Louvre à Paris.
Il est toutefois essentiel de souligner qu'en raison de la forte demande d'œuvres de Goya depuis le XIXe siècle, il existe un grand nombre d'œuvres faussement attribuées à l'artiste (« faux Goya ») dans les musées du monde entier et dans les collections privées,,,,. À la suite de l'interprétation de Goya par les romantiques français (qui s'est ensuite étendue à l'Espagne et au reste du monde), de nombreux peintres du XIXe siècle, tels que Leonardo Alenza et Eugenio Lucas Velázquez, ont produit des œuvres de qualité médiocre qu'ils ont délibérément fait passer pour des « Goya » en imitant son style ultérieur, en soulignant son côté grotesque et fantasmagorique, en utilisant un coup de pinceau lâche et des figures floues. D'autres attributions sont plus difficiles à distinguer, certaines étant dues à la main du contemporain de Goya Agustín Esteve.
Les divisions chronologiques de cette page sont tirées du catalogue de l'exposition Goya à la Fondation Beyeler (2020–2021). Une autre exposition récente particulièrement importante a été Goya. Dessins : « Seule ma volonté me reste » au Musée du Prado en 2019, célébrant le 200e anniversaire de la création du musée.

## Liste de tableaux

### Jeunesse et formation: Saragosse et Italie (1763-1774)
| Tableau | Titre                                                                                                 | Date           | Dimensions                            | Musée | Référence                  | Attribution                            |
| ------- | --- | -------------- | ------------------------------------- | --- | -------------------------- | -------------------------------------- |
|         | L'Assomption de la Vierge et saint Íñigo                                                              | 1763           | 230 × 70 cm                           | San Juan El Real (Calatayud) |                            | Attribution douteuse[réf. nécessaire]  |
|         | Consécration de saint Louis de Gonzague comme patron de la jeunesse                                   | 1763           | 127 × 88 cm                           | Musée de Saragosse (depuis 1985) à l'origine à San Juan El Real de Calatayud (1763?-1767) et de l'ermitage de la Vierge de Jaraba (1767-1985) | Guía du Musée de Saragosse | Attribution douteuse [réf. nécessaire] |
|         | Apparition de la Vierge du Pilar à saint Jacques et à ses disciples de Saragosse                      | vers 1769      | 79 × 55 cm                            | Collection Pascual de Quinto (Aragón) |                            |                                        |
|         | La Sainte Famille avec saint Joaquim et sainte Anne devant l'Éternelle Gloire ou La Triple Génération | vers 1769      | 79 × 55 cm                            | Collection marquise de las Palmas (Jerez de la Frontera)                                                                                      |                            |                                        |
|         | Hannibal vainqueur contemple pour la première fois l'Italie depuis les Alpes                          | 1770-1771      | 87 × 131,5 cm                         | Musée du Prado (Madrid) |                            |                                        |
|         | Le Sacrifice à Pan                                                                                    | 1771           | 32,5 × 24 cm                          | Collection José Gudiol (Barcelone) |                            | Attribution douteuse[réf. nécessaire]  |
|         | Sacrifice à Vesta                                                                                     | 1771           | 32,5 × 24 cm                          | Collection Félix Palacios Remondo (Saragosse)                                                                                                 |                            |                                        |
|         | Vénus et Adonis                                                                                       | 1771           | 23 × 12 cm                            | Musée de Saragosse |                            |                                        |
|         | La Vierge du Pilar                                                                                    | 1771-1772      | 56 × 42 cm                            | Musée de Saragosse, Saragosse |                            |                                        |
|         | L'Adoration du nom de Dieu                                                                            | 1772           | 700 × 1500 cm                         | Basilique Notre-Dame du Pilar (Saragosse) |                            |                                        |
|         | Extase de saint Antoine abbé                                                                          | vers 1772      | 67 × 46 cm                            | Musée de Saragosse |                            | Copie d'après Corrado Giaquinto        |
|         | Piété                                                                                                 | vers 1772-1773 | 83,5 × 58 cm                          | Museo del Romanticismo, Madrid | «Controverse»              |                                        |
|         | Peintures de Goya dans la Chartreuse d'Aula Dei (1 sur 7)                                             | 1774           | 306 × 790 cm (Naissance de la Vierge) | Chartreuse Aula Dei (Saragosse) |                            |                                        |
|         | Baptême du Christ                                                                                     | vers 1774      | 45 × 39 cm                            | Collection privée Comtes d'Orgaz, Madrid |                            |                                        |
|         | Autoportrait                                                                                          | 1775-1780      | 58 × 44 cm                            | Musée Goya, Colección Ibercaja, Museo Camón Aznar Saragosse,                                                                                  | Musée                      |                                        |

### Jeunesse et formation: Madrid (1775-1788)
| Tableau | Titre                                                             | Date        | Dimensions                  | Musée                                                                                              | Référence          | Attribution                                                         |
| ------- | ----------------------------------------------------------------- | ----------- | --------------------------- | -------------------------------------------------------------------------------------------------- | ------------------ | ------------------------------------------------------------------- |
|         | El apóstol Santiago y sus discípulos adorant a la Virgen du Pilar | 1775-1780   | 107 × 80 cm                 | collection privée                                                                                  |                    |                                                                     |
|         | Enfants jouant aux soldats                                        | 1779        | 146 × 94 cm                 | Musée du Prado (Madrid)                                                                            |                    |                                                                     |
|         | Sainte Famille (Goya)                                             | 1775-1780   | 203 × 148 cm                | Musée du Prado (Madrid)                                                                            |                    |                                                                     |
|         | Christ crucifié                                                   | 1780        | 255 × 154 cm                | Musée du Prado (Madrid)                                                                            |                    |                                                                     |
|         | La Virgen en gloria y santos mártires (Détail de San Valero)      | 1780        |                             | Basilique Notre Dame du Pilar (Saragosse)                                                          |                    |                                                                     |
|         | Les Leçons entrent avec le sang                                   | 1780 - 1785 | 19,7 × 38,7 cm              | Musée de Saragosse                                                                                 |                    | Attribution douteuse[réf. nécessaire]                               |
|         | Jeux d'enfants                                                    | 1779 ?      | 29 × 41 cm huile sur toile  | Musée des Beaux-Arts de Valence                                                                    |                    |                                                                     |
|         | María Teresa de Vallabriga                                        | 1783        | 151,2 × 97,8 cm             | Alte Pinakothek, Munich                                                                            |                    |                                                                     |
|         | María Teresa de Vallabriga à cheval (esquisse)                    | 1783        | 151 × 98 cm huile sur toile | Musée des Offices (Florence)                                                                       | Catalogue du Musée |                                                                     |
|         | Le Comte de Floridablanca                                         | 1783        | 260 × 166 cm                | Banque d'Espagne (Madrid)                                                                          | Ouvrage 2000       |                                                                     |
|         | Saint Bernardin de Sienne prêchant devant Alphonse V d'Aragon     | 1784        | 480 × 300 cm                | Basilique de Saint-François-le-Grand (Madrid)                                                      |                    |                                                                     |
|         | Autoportrait                                                      | 1783?       | 83 × 56 cm Huile sur toile  | Musée des Beaux-Arts d'Agen                                                                        | Base Joconde       | attribué                                                            |
|         | La Famille de l'infant Don Louis de Bourbon                       | 1784        | 248 × 330 cm                | Fondation Magnani-Rocca (Traversetolo)                                                             | Article 2006       |                                                                     |
|         | L'Architecte Ventura Rodríguez                                    | 1784        |                             | Nationalmuseum (Stockholm)                                                                         |                    |                                                                     |
|         | Portrait de Ceán Bermúdez                                         | 1785        | 82 × 55 cm                  | Collection particulière                                                                            |                    | Attribution douteuse (peut-être par Ceán Bermúdez)[réf. nécessaire] |
|         | Portrait de la duchesse d'Osuna                                   | 1785        |                             | Collection March (Palma de Majorque)                                                               |                    |                                                                     |
|         | Portrait de la marquise de Pontejos                               | vers 1786   |                             | Galerie nationale d'Art (Washington)                                                               |                    |                                                                     |
|         | Une femme et deux enfants à la fontaine                           | 1786        | 35,5 × 18,5 cm              | Musée Thyssen-Bornemisza (Madrid), Collection Carmen Thyssen-Bornemisza, en dépôt au musée Thyssen |                    |                                                                     |
|         | La vendimia (ou Automne) (esquisse)                               | 1786        | 34 x 24.3 cm                | Clark Art Institute (Williamstown, Massachusetts                                                   | Musée              |                                                                     |
|         | La vendimia (ou Automne)                                          | 1786        | 275 x 190 cm                | Musée du Prado (Madrid)                                                                            |                    |                                                                     |
|         | Carlos III en costume de chasse                                   | 1786-1788   | 210 × 127 cm                | collection Argentaria, Banco Exterior de España (Madrid)                                           |                    |                                                                     |
|         | Don Manuel Osorio Manrique de Zúñiga, enfant                      | vers 1787   | 110 × 80 cm                 | Metropolitan Museum of Art (New York)                                                              | Musée              |                                                                     |
|         | María Ramona de Barbachano                                        | 1787–1788   | 114,4 × 83,6 cm             | Collection particulière                                                                            |                    |                                                                     |
|         | Antonio Adán de Yarza                                             | 1787–1788   | 114,4 × 83,6 cm             | Collection particulière                                                                            |                    |                                                                     |
|         | Bernarda Tavira                                                   | 1787–1788   | 76,6 × 59,3 cm              | Collection particulière                                                                            |                    |                                                                     |
|         | Sainte Ludgarde                                                   | 1787        | 220 × 160 cm                | Monastère royal Saint-Joaquim-et-Sainte-Anne (Valladolid)                                          |                    |                                                                     |
|         | La muerte de San José o el Tránsito de San José                   | 1787        | 220 × 152 cm                | Monastère royal Saint-Joaquim-et-Sainte-Anne (Valladolid)                                          |                    |                                                                     |
|         | Les Saints Bernard et Robert                                      | 1787        | 220 × 160 cm                | Monastère royal Saint-Joaquim-et-Sainte-Anne (Valladolid)                                          |                    |                                                                     |
|         | Les Ducs d'Osuna et leurs enfants ou La Famille du duc d'Osuna    | 1787-1788   | 225 × 171 cm                | Musée du Prado (Madrid)                                                                            | Musée              |                                                                     |
|         | La Comtesse d'Altamira et sa fille María Agustina                 | 1787-1788   | 195 x 115 cm                | Metropolitan Museum of Art (New York)                                                              |                    |                                                                     |
|         | Saint François de Borgia et le moribond impénitent                | 1788        | 350 × 300 cm                | Cathédrale de Valence (Valence)                                                                    |                    |                                                                     |
|         | L’Ermitage de Saint-Isidore le jour de la fête du Saint           | 1788        | Huile sur toile             | Musée du Prado (Madrid)                                                                            | Musée              |                                                                     |

### Peintre de la Cour (1789-1799)
| Tableau | Titre                                                                  | Date           | Dimensions                          | Musée | Référence      | Attribution                           |
| ------- | ---------------------------------------------------------------------- | -------------- | ----------------------------------- | --- | -------------- | ------------------------------------- |
|         | Charles IV en rouge                                                    | 1789           | 127 cm × 94 cm                      | Musée du Prado (Madrid)                                                                                           |                |                                       |
|         | Portrait de Charles IV deuxième version                                | 1789           | 171 × 129 cm                        | Académie royale d'histoire (Madrid)                                                                               | Académie       |                                       |
|         | La Reine Marie-Louise                                                  | 1789           | 152 × 110 cm                        | Musée Lázaro Galdiano (Madrid)                                                                                    | Ouvrage 2000   |                                       |
|         | Portrait de doña Tadea Arias de Enríquez                               | vers 1790      | 190 × 106 cm                        | Musée du Prado (Madrid)                                                                                           |                | Attribution douteuse[réf. nécessaire] |
|         | Goya peignant                                                          | vers 1790-1795 | huile sur toile 42 × 23 cm          | Académie San Fernando (Madrid)                                                                                    | Académie       |                                       |
|         | Don Pedro, Duc d'Osuna                                                 | vers 1790      | huile sur toile 113 × 83 cm         | Frick Collection, New York                                                                                        | Musée          |                                       |
|         | Portrait de Martin Zapater                                             | 1790           | 82,8 × 64,5 cm                      | Musée d'art de Ponce (Puerto Rico)                                                                                |                |                                       |
|         | Portrait de Luis María de Cistué y Martínez                            | 1791           | 118 × 86,5 cm                       | Musée du Louvre (Paris)                                                                                           |                |                                       |
|         | Autoportrait au chevalet                                               | 1790-1795      | 40 × 27 cm                          | Académie royale des beaux-arts de San Fernando (Madrid)                                                           | Académie       |                                       |
|         | Portrait de la comtesse de Casa Flores                                 | 1790-1797      | 112 × 79 cm                         | Musée d'art (São Paulo)                                                                                           |                | Attribution douteuse[réf. nécessaire] |
|         | Portrait du torero Pedro Romero                                        | 1797           | 53 × 42 cm huile sur toile          | Palais Pitti (Florence)                                                                                           | Catalogue 2000 |                                       |
|         | Femmes conversant                                                      | 1790-1793      | 59 × 145 cm                         | Wadsworth Atheneum (Hartford)                                                                                     |                |                                       |
|         | Mujer dormida                                                          | 1790-1793      | 59 × 145 cm                         | Collection Mac-Crohon (Madrid)                                                                                    |                |                                       |
|         | El Sueño                                                               | 1790-1793      | 46 5 × 76 cm                        | National Gallery of Ireland (Dublin)                                                                              |                |                                       |
|         | La Tirana                                                              | 1790-1792      | 206 × 130 cm                        | Académie royale de San Fernando (Madrid)                                                                          |                |                                       |
|         | Portrait de Sebastián Martínez y Pérez                                 | 1792           | 93 × 68 cm                          | Metropolitan Museum of Art (New York)                                                                             |                |                                       |
|         | Portrait de la señora de Ceán Bermúdez ou Manuela Camas y de las Heras | 1792-1793      | 121 × 85 cm                         | Musée des beaux-arts (Budapest)                                                                                   |                |                                       |
|         | La Mort du picador ou la Prise d'un picador                            | 1793           | 43 × 31 cm                          | British Rail Pension Trustee Co. (Londres)                                                                        |                |                                       |
|         | Naufrage                                                               | 1793           | 50 × 32 cm huile sur fer blanc      | Collection marquis d'Oquendo (Madrid)                                                                             |                |                                       |
|         | Incendie, feu de nuit                                                  | 1793           | 43 × 32 cm                          | Collection José Varez (Saint-Sébastien)                                                                           |                |                                       |
|         | Des acteurs comiques ambulants                                         | 1793           | 42 × 32 cm                          | Musée du Prado (Madrid)                                                                                           |                |                                       |
|         | Intérieur de prison                                                    | 1793-1794      | huile sur plaque d'étain 43 × 32 cm | Bowes Museum, Barnard Castle                                                                                      | Art UK         |                                       |
|         | Asalto de ladrones                                                     | 1793 - 1794    | 42 × 31 cm                          | Collection Castro Serna (Madrid)                                                                                  |                |                                       |
|         | María du Rosario Fernández, La Tirana                                  | 1794           | 112 × 79 cm                         | collection privée                                                                                                 |                |                                       |
|         | Portrait de la marquise de la Solana                                   | vers 1795      | 181 × 122 cm                        | Musée du Louvre (Paris)                                                                                           | Musée          |                                       |
|         | Portrait de la duchesse d'Alba en blanc                                | 1795           | 194 × 130 cm                        | Fondation Casa d'Alba (Madrid)                                                                                    | Fondation      |                                       |
|         | La Duchesse d'Alba et la bigote                                        | 1795           | 30,7 × 25,4 cm                      | Musée du Prado (Madrid)                                                                                           |                |                                       |
|         | Portrait du peintre Francisco Bayeu                                    | 1795           | 112 × 84 cm                         | Musée du Prado (Madrid)                                                                                           |                |                                       |
|         | La maja desnuda                                                        | 1797-1800      | huile sur toile 97 × 190 cm         | Musée du Prado (Madrid)                                                                                           | Musée          |                                       |
|         | Saint Grégoire                                                         | 1796-1799      | 188 × 113 cm                        | musée Romantique (Madrid)                                                                                         |                |                                       |
|         | La Duchesse d'Alba en noir                                             | 1797           | 210 × 149 cm                        | Hispanic Society (New York)                                                                                       |                |                                       |
|         | Goya, a su amigo Martín Zapater                                        | 1797           | 87 × 64 cm                          | Musée des beaux-arts (Bilbao)                                                                                     |                |                                       |
|         | Le Sabbat des sorcières                                                | 1797-1798      | 43 × 30 cm                          | Musée Lázaro Galdiano (Madrid)                                                                                    | Musée          |                                       |
|         | Les Sorcières ou L'Ensorcellement                                      | 1797-1798      | 45 × 32 cm                          | Musée Lázaro Galdiano (Madrid)                                                                                    | Musée          |                                       |
|         | Le Vol des Sorcières                                                   | vers 1798      | huile sur toile 43 × 30 cm          | Musée du Prado (Madrid)                                                                                           | Musée          |                                       |
|         | Portrait de Mariana Waldstein                                          | 1797-1800      | 142 × 97 cm                         | Musée du Louvre (Paris)                                                                                           | Base Joconde   | Attribution douteuse[réf. nécessaire] |
|         | La Lampe du diable Une scène de L'Ensorcelé de force (théâtre)         | 1798           | 42 x 31 cm                          | National Gallery                                                                                                  | Musée          |                                       |
|         | Gaspar Melchor de Jovellanos                                           | 1798           | huile sur toile 205 × 133 cm        | Musée du Prado (Madrid)                                                                                           | Musée          |                                       |
|         | José de Urrutia y de las Casas                                         | vers 1798      | 199 × 133 cm                        | Musée du Prado (Madrid)                                                                                           |                |                                       |
|         | Portrait de Ferdinand Guillemardet                                     | 1798           | 185 × 125 cm                        | Musée du Louvre (Paris)                                                                                           | Base Joconde   |                                       |
|         | Autoportrait aux lunettes                                              | vers 1797-1800 | 54 × 39,5 cm                        | Existe en deux exemplaires conservés respectivement au musée Goya de Castres et au musée Bonnat-Helleu de Bayonne | Musée          |                                       |
|         | Portrait de Don Francisco de Saavedra                                  | 1798           | 200 × 119 cm                        | Courtauld Gallery, Londres                                                                                        | Musée          |                                       |
|         | Portrait de Marie-Louise de Parme en mantille                          | 1799           | huile sur toile 210 × 130 cm        | Palais royal de Madrid                                                                                            | Ouvrage        |                                       |
|         | Le Miracle de saint Antoine                                            | 1798           | fresque                             | église San Antonio de la Florida de Madrid                                                                        |                |                                       |
|         | Leandro Fernández de Moratín                                           | 1799           | 73 × 56 cm                          | Académie royale de San Fernando (Madrid)                                                                          |                |                                       |
|         | Charles IV chasseur                                                    | 1799           | 336 × 282 cm                        | Musée du Prado (Madrid)                                                                                           |                |                                       |
|         | La reine Marie Louise à cheval                                         | 1799           | 338 × 282 cm                        | Musée du Prado (Madrid)                                                                                           |                |                                       |
|         | Allégorie de l'Amour, Cupidon et Psyché                                | 1798-1805      | 200 × 156 cm                        | MNAC (Barcelone) Legs Cambó                                                                                       |                |                                       |

### Premier Peintre de la Cour (1800-1807)
| Tableau | Titre                                                                                              | Date           | Dimensions                   | Musée                                            | Référence      | Attribution           |
| ------- | -------------------------------------------------------------------------------------------------- | -------------- | ---------------------------- | ------------------------------------------------ | -------------- | --------------------- |
|         | Charles IV a cheval                                                                                | 1800           | 336 × 282 cm                 | Musée du Prado (Madrid)                          |                |                       |
|         | La Comtesse de Chinchón                                                                            | 1800           | 216 × 144 cm                 | Musée du Prado (Madrid)                          |                |                       |
|         | Louis Ier d'Étrurie                                                                                | 1800           | 72 × 59 cm                   | Musée du Prado (Madrid)                          |                |                       |
|         | Francisco de Paula Antonio de Borbón y Borbón-Parma infant d'Espagne                               | 1800           | 74 × 60 cm huile sur toile   | Musée du Prado (Madrid)                          | Musée          |                       |
|         | La Famille de Charles IV                                                                           | 1800           | 280 × 336 cm                 | Musée du Prado (Madrid)                          | Musée          |                       |
|         | Portrait du cardinal don Luis María de Borbón y Vallabriga (réplique autographe au musée du Prado) | vers 1800      | 200 × 106 cm                 | Musée d'art (São Paulo)                          |                |                       |
|         | La Verdad, el Tiempo y la Historia                                                                 | 1800           | 294 × 244 cm                 | Nationalmuseum (Stockholm)                       |                |                       |
|         | Portrait de la reine Marie Luisa de Parma                                                          | 1800           | 209 × 125 cm                 | Musée du Prado (Madrid)                          |                |                       |
|         | La comtesse de Chinchón                                                                            | vers 1800      | 220 × 140 cm                 | Galerie des Offices (Florence)                   | Catalogue 2000 |                       |
|         | Jeune dame avec un manteau et un foulard, antérieurement connu comme la dame au livre              | 1800-1805      | 109,9 × 78,2 cm              | Galerie nationale d'Art (Washington)             |                |                       |
|         | Cannibales contemplant des restes humains                                                          | 1800-1808      | 31 × 45 cm                   | Musée des Beaux-Arts et d'Archéologie (Besançon) | Musée          |                       |
|         | Manuel Godoy, prince de la paix                                                                    | 1801           | huile sur toile 180 × 267 cm | Académie San Fernando (Madrid)                   | Académie       |                       |
|         | Portrait de don José Queraltó                                                                      | 1802           | 102 × 76 cm                  | Neue Pinakothek (Munich)                         |                |                       |
|         | La Maja vestida                                                                                    | 1800-1807      | 95 × 188 cm                  | Musée du Prado (Madrid)                          | Musée          |                       |
|         | Le Comte de Fernán Núñez                                                                           | 1803           | 211 × 137 cm                 | Collection ducs de Fernán Núñez (Madrid)         |                |                       |
|         | La Comtesse de Fernán Núñez                                                                        | 1803           | 211 × 137 cm                 | Collection ducs de Fernán Núñez (Madrid)         |                |                       |
|         | Bartolomé Sureda y Miserol                                                                         | 1804-1806      | huile sur toile 120 × 79 cm  | National Gallery of Art, Washington              | Musée          |                       |
|         | Ignacio Garcini y Queralt, brigadier du corps des ingénieurs                                       | 1804           | 104,1 x 83,2 cm              | Metropolitan Museum of Art (New York)            |                |                       |
|         | Josefa de Castilla Portugal y van Asbrock de Garcini                                               | 1804           | 104.1 x 82.2 cm              | Metropolitan Museum of Art (New York)            |                |                       |
|         | Portrait d'Isabelle Porcel                                                                         | 1804-1805      | 82 × 64 cm                   | National Gallery (Londres)                       |                | Attribution douteuse, |
|         | Allégorie de l'Industrie                                                                           | 1804-1806      | 227 cm diamètre              | Musée du Prado (Madrid)                          |                |                       |
|         | Portrait de Félix de Azara                                                                         | 1805           | 212 × 124 cm                 | Collection IberCaja (Saragosse)                  |                |                       |
|         | Portrait de la marquise de Santa Cruz                                                              | 1805           | 125 × 208 cm                 | Musée du Prado (Madrid)                          | Musée          |                       |
|         | Señora Sabasa Garcia                                                                               | 1806-1811      | huile sur toile 71 × 58 cm   | National Gallery of Art, Washington              | Musée          |                       |
|         | Portrait de Francisca Sabasa García                                                                | 1806-1808      |                              | Galerie nationale d'Art (Washington)             |                |                       |
|         | Isidoro Máiquez                                                                                    | 1807           | 72 × 59 cm                   | Musée du Prado (Madrid)                          |                |                       |
|         | Portrait de José Antonio Marqués Caballero                                                         | 1807           | 106 × 84 cm                  | Musée des beaux-arts (Budapest)                  |                |                       |
|         | Cannibales préparant leurs victimes                                                                | 1800-1808      | 32,8 × 46,9 cm               | Musée des Beaux-Arts et d'Archéologie (Besançon) |                |                       |
|         | Portrait équestre du roi Ferdinand VII esquisse                                                    | 1808           | huile sur toile 40 × 28 cm   | Musée des Beaux-Arts d'Agen                      | Note de musées |                       |
|         | Portrait équestre de Ferdinand VII                                                                 | 1808           | 285 × 205 cm                 | Académie royale de San Fernando (Madrid)         |                |                       |
|         | Les Vieilles                                                                                       | vers 1808-1810 | 181 × 125 cm                 | Musée des beaux-arts de Lille                    | Musée          |                       |
|         | La Femme à l'éventail                                                                              | 1805-1810      | 103 × 84 cm                  | Musée du Louvre (Paris)                          | Base Joconde   |                       |

### Années de guerre (1808–1814)
| Tableau | Titre                                                | Date       | Dimensions                   | Musée                                                   | Référence                | Attribution                           |
| ------- | ---------------------------------------------------- | ---------- | ---------------------------- | ------------------------------------------------------- | ------------------------ | ------------------------------------- |
|         | Le Colosse (attribué à Goya)                         | après 1808 | 116 × 105 cm                 | musée du Prado (Madrid)                                 | Musée                    | Attribution douteuse[réf. nécessaire] |
|         | Nature morte avec une tête et des côtes d'agneau     | 1808-1812  |                              | musée du Louvre (Paris)                                 |                          |                                       |
|         | Dinde plumée                                         | 1808-1812  | 44,8 × 62,4 cm               | Neue Pinakothek (Munich)                                |                          |                                       |
|         | Le Rémouleur                                         | 1808-1812  | 68 × 50 cm                   | Musée des beaux-arts (Budapest)                         |                          |                                       |
|         | La porteuse d'eau                                    | 1808-1812  | 68 × 52 cm                   | Musée des beaux-arts (Budapest)                         |                          |                                       |
|         | Le Lazarillo de Tormes                               | 1808-1812  | 80 × 65 cm                   | Collection Marañón (Madrid)                             |                          |                                       |
|         | Majas au balcon                                      | 1808-1812  | 162 × 107 cm                 | Collection particulière                                 |                          |                                       |
|         | Confesión en la cárcel/Locos en el manicomio         | 1808-1812  | 40 × 65 cm                   | musée du Monastère de Guadalupe (Guadalupe)             |                          |                                       |
|         | Maja et Célestine au balcon                          | 1808-1812  | 166 × 108 cm                 | Collection B. March (Palma de Majorque)                 |                          |                                       |
|         | José Costa y Bonells (mort en l870), dit Pepito      | vers 1810  | huile sur toile 105 × 84 cm  | Metropolitan Museum, New York                           | Musée                    |                                       |
|         | Manuel Silvela                                       | 1810-1813  | 95 × 68 cm                   | Musée du Prado (Madrid)                                 |                          |                                       |
|         | Portrait du canónigo don Juan Antonio Llorente       | 1810-1811  | 189 × 114 cm                 | Musée d'art (São Paulo)                                 |                          |                                       |
|         | Fabrication de la poudre dans la Sierra de Tardienta | 1810-1814  | huile sur bois 33 × 52 cm    | Palais de la Zarzuela, Madrid                           | Fondation Goya en Aragon |                                       |
|         | Portrait du duc de Wellington                        | 1812-1814  | huile sur acajou 64 × 52 cm  | National Gallery (Londres)                              | Musée                    |                                       |
|         | Portrait de Mariano Goya petit-fils de l'artiste     | 1812-1814  | huile sur panneau 59 × 47 cm | Collection du Duc d'Alburquerque, Madrid                | Webgallery               |                                       |
|         | L'Enterrement de la sardine                          | 1812-1819  | 82,5 × 62 cm                 | Académie royale des beaux-arts de San Fernando (Madrid) |                          |                                       |
|         | Auto de fe de la Inquisición                         | 1812-1819  | 46 × 73 cm                   | Académie royale des beaux-arts de San Fernando (Madrid) |                          |                                       |
|         | Procession des pénitents                             | 1812-1819  | 46 × 73 cm                   | Académie royale des beaux-arts de San Fernando (Madrid) |                          |                                       |
|         | Corrida dans un village                              | 1812-1814  | 45 × 72 cm                   | Académie royale des beaux-arts de San Fernando (Madrid) |                          |                                       |
|         | Deux mai à Madrid ou La Lutte contre les mamelouks   | 1814       | huile sur toile 280 × 336 cm | Musée du Prado, Madrid                                  | Musée                    |                                       |
|         | 3 mai 1808 à Madrid ou Les Exécutions                | 1814       | huile sur toile 268 × 347 cm | Musée du Prado, Madrid                                  | Musée                    |                                       |
|         | Le Général José de Palafox à cheval                  | 1814       | huile sur toile 248 × 224 cm | Musée du Prado, Madrid                                  | Musée                    |                                       |
|         | La Maison des fous                                   | 1814       | huile sur panneau 45 × 72 cm | Académie San Fernando (Madrid)                          |                          |                                       |

### Années d'après-guerre (1814-1823)
| Tableau | Titre                                                              | Date           | Dimensions                                                  | Musée                                       | Référence     | Attribution |
| ------- | ------------------------------------------------------------------ | -------------- | ----------------------------------------------------------- | ------------------------------------------- | ------------- | ----------- |
|         | Juan Martín Díaz, el Empecinado                                    | vers 1814-1815 | 84 × 65 cm                                                  | Collection privée                           |               |             |
|         | Les Jeunes ou La Lettre                                            | 1814-1819      | 181 × 125 cm                                                | Palais des beaux-arts de Lille              | Musée         |             |
|         | Portrait du roi Ferdinand VII, portant le manteau du couronnement  | 1815           | 210 × 123 cm                                                | Musée de Saragosse (Saragosse)              |               |             |
|         | Le Duc de San Carlos                                               | 1815           | 237 × 153 cm                                                | Musée de Saragosse (Saragosse)              |               |             |
|         | Portrait de Miguel de Lardizábal                                   | 1815           | 75 × 65 cm                                                  | Galerie nationale (Prague)                  |               |             |
|         | Frère Miguel Fernández Flores                                      | 1815           | 100 × 84 cm                                                 | Worcester Art Museum (Worcester)            |               |             |
|         | Autoportrait                                                       | 1815           | 46 × 35 cm                                                  | Musée du Prado (Madrid)                     |               |             |
|         | Portrait de Rafael Esteve                                          | 1815           | 100,6 × 75,5 cm                                             | Musée des Beaux-Arts de Valence             | almendron.com |             |
|         | Autoportrait                                                       | vers 1815      | 51 × 46 cm                                                  | Académie royale de San Fernando (Madrid)    |               |             |
|         | La Junte des Philippines                                           | vers 1815      | 127 × 447 cm                                                | Musée Goya (Castres)                        |               |             |
|         | La Forge                                                           | 1815-1820      | huile sur toile 182 × 125 cm                                | Collection Frick, New York                  | Musée         |             |
|         | Don Francisco de Borja Tellez Giron, dixième duc d'Osuna           | vers 1816      | 202 × 140 cm                                                | Musée Bonnat (Bayonne)                      |               |             |
|         | Santas Justa y Rufina                                              | 1817           |                                                             | Cathédrale Notre-Dame du Siège de Séville   |               |             |
|         | Caprices                                                           | 1818-1819      | huile sur toile 38 × 50 cm                                  | Musée des Beaux-Arts d'Agen                 | Base Joconde  |             |
|         | Christ au jardin des oliviers                                      | 1819           | 47 × 35 cm                                                  | Escuelas Pías de San Antón (Madrid)         |               |             |
|         | La Dernière Communion de saint Joseph Calasanz                     | 1819           | 250 × 180 cm                                                | Musée de la Résidence Calasanz (Madrid)     |               |             |
|         | El tío Paquete                                                     | 1819-1820      | huile sur toile 39 × 31 cm                                  | Musée Thyssen-Bornemisza, Madrid            | Musée         |             |
|         | Átropos o Las Parcas                                               | 1819-1823      | 123 × 266 cm                                                | Musée du Prado (Madrid)                     |               |             |
|         | Duel au gourdin                                                    | 1819-1823      | 123 × 266 cm                                                | Musée du Prado (Madrid)                     |               |             |
|         | Deux vieux mangeant de la soupe                                    | 1819 –1823     | 49,3 × 83,4 cm                                              | Musée du Prado (Madrid)                     |               |             |
|         | Vision fantastique ou Asmodée                                      | 1819-1823      | Peinture murale transférée sur toile 123 × 265 cm           | Musée du Prado, Madrid                      | Musée         |             |
|         | Le Pèlerinage à San Isidro                                         | 1819-1823      | 140 × 438 cm                                                | Musée du Prado, Madrid                      | Musée         |             |
|         | Le Chien                                                           | 1819 – 1823    | 131,5 × 79,3 cm                                             | Musée du Prado (Madrid)                     |               |             |
|         | Deux vieux, Deux prêtres ou Un vieux et un prêtre                  | 1819 – 1823    | 123 × 265 cm                                                | Collection particulière (Salamanque)        |               |             |
|         | Hommes lisant                                                      | 1819 – 1823    | 126 × 66 cm                                                 | Musée du Prado (Madrid)                     |               |             |
|         | Judith et Holophernes                                              | 1819 – 1823    | 143,5 × 81,4 cm                                             | Musée du Prado (Madrid)                     |               |             |
|         | Deux femmes et un homme ou Deux femmes riant d'un homme            | 1819 – 1823    | 125 × 65,5 cm                                               | Musée du Prado (Madrid)                     |               |             |
|         | Procession à la source Saint-Isidore ou Procession du Saint-Office | 1819 – 1823    | 123 × 266 cm                                                | Musée du Prado (Madrid)                     |               |             |
|         | Une manola: Léocadie Zorrilla                                      | 1820 – 1823    | peinture murale transférée sur toile 147 × 132 cm           | Musée du Prado, Madrid                      | Musée         |             |
|         | Autoportrait avec le Dr Arrieta                                    | 1820           | 117 × 79 cm                                                 | Institut d'art de Minneapolis (Minneapolis) | Musée         |             |
|         | Tiburcio Pérez y Cuervo (1785/86–1841), l'architecte               | 1820           | huile sur toile 102 × 81 cm                                 | Metropolitan Museum, New York               | Musée         |             |
|         | Saturne dévorant un de ses fils                                    | 1820-1823      | peinture murale transférée sur toile 146 × 83 cm            | Musée du Prado, Madrid                      | Musée         |             |
|         | Le Sabbat des sorcières ou Le Grand Bouc                           | 1820 – 1823    | peinture murale à l'huile transférée sur toile 140 × 438 cm | Musée du Prado (Madrid)                     | Musée         |             |
|         | San Pedro Penitente                                                | 1820–1824      | 29 × 25,5 cm                                                | Collection Phillips (Washington)            |               |             |
|         | Exécution de sorcière                                              | 1820–1824      | huile sur pin 31 × 21 cm                                    | Alte Pinakothek, Munich                     | Musée         |             |
|         | Don Ramón Satué                                                    | 1823           | huile sur toile 107 × 83,5 cm                               | Rijksmuseum (Amsterdam)                     | Musée         |             |

### Dernières années à Bordeaux (1824-1828)
| Tableau | Titre                                                                                      | Date            | Dimensions                      | Musée                                     | Référence | Attribution                            |
| ------- | ------------------------------------------------------------------------------------------ | --------------- | ------------------------------- | ----------------------------------------- | --------- | -------------------------------------- |
|         | Don José Duaso y Larte                                                                     | 1824            | 74,5 × 59 cm                    | Musée des beaux-arts de Séville (Séville) |           |                                        |
|         | Portrait de Dame (María Martínez de Puga ?)                                                | 1824            | huile sur toile 80 × 58,4 cm    | Collection Frick, New York                | Musée     |                                        |
|         | portrait de Leandro Fernández de Moratín                                                   | 1824            | 60 × 49,5 cm                    | Musée des beaux-arts de Bilbao            |           |                                        |
|         | Corrida, Suerte de Varas                                                                   | 1824            | 50 × 71 cm                      | Getty Museum, Los Angeles                 | Musée     |                                        |
|         | Homme toilettant un petit chien série d'une quarantaine de miniatures                      | 1824-1825       | aquarelle sur ivoire 9 × 8 cm   | Kupferstich-Kabinett, Dresde              |           |                                        |
|         | Femme assise et homme en cape espagnole Majo et Maja série d'une quarantaine de miniatures | 1824-1825       | aquarelle sur ivoire 8,4 × 8 cm | Nationalmuseum, Stockholm                 | Musée     |                                        |
|         | La Laitière de Bordeaux                                                                    | vers 1825- 1827 | 74 × 68 cm                      | Musée du Prado, Madrid                    | Musée     | Attribué à Goya et/ou à Rosario Weiss, |
|         | Corrida                                                                                    | après 1825      | huile sur toile 38 × 46 cm      | Musée du Prado, Madrid                    | Musée     |                                        |
|         | Portrait de Jacques Galos                                                                  | 1826            | 55,2 × 46,4 cm                  | Barnes Foundation (Philadelphie)          |           |                                        |
|         | Portrait de Juan Bautista Muguiro                                                          | 1827            | 103 × 85 cm                     | Musée du Prado, Madrid                    | Musée     |                                        |
|         | Portrait de Mariano Goya, petit-fils de l'artiste                                          | 1827            | 52 x 41,2 cm                    | Meadows Museum, Dallas                    | presse    |                                        |
|         | Portrait de José Pío de Molina                                                             | 1827 – 1828     | 60,5 × 50 cm                    | Fondation Oskar Reinhart (Winterthur)     |           |                                        |

### Dates non documentées
| Tableau | Titre                    | Date | Dimensions | Musée                       | Référence          | Attribution      |
| ------- | ------------------------ | ---- | ---------- | --------------------------- | ------------------ | ---------------- |
|         | La Messe des relevailles |      | 54 × 76 cm | Musée des Beaux-Arts d'Agen | Catalogue du musée | Mise en question |

## Liste des gravures
L'activité de Goya comme graveur commence officiellement en 1771 avec l'eau-forte Huida a Egipto (La Fuite en Egypte).
En 1778, il réalise quelques gravures en copiant des œuvres de Diego Vélasquez, son grand modèle : Le Triomphe de Bacchus, La Reine Isabelle de France à cheval, El bufón el Primo, etc. Ce sont des estampes d'apprentissage qu'il vendait à la Gaceta de Madrid. Il réalise également d'autres œuvres hors série en 1778-1780, dont il faut mentionner l'impact de l'image et le clair-obscur motivé par le tranchant El Agarrotado (« Le garroté »).
En 1799, le journal madrilène Diario de Madrid annonce la vente le 6 février 1799 de la série des Caprichos, ce qui inaugura la gravure romantique et contemporaine de caractère satirique.
Pendant la guerre d'indépendance espagnole, il créa sa seconde série de gravures, Les Désastres de la guerre en 1810, avec d'horribles scènes de souffrance. Le 28 octobre 1816, est annoncée dans Diario de Madrid la vente d'une nouvelle collection d'estampes de Goya, consacrée cette fois à l'histoire des taureaux en Espagne ainsi qu'à différentes anecdotes concernant les plus célèbres toreros : La Tauromaquia. Ces 33 planches de cuivre gravées à l'eau-forte constituent l'apogée de l'histoire universelle de la gravure et la référence principale du développement de l'estampe moderne. Le thème utilisé est très commun à cette époque et permet à Goya de se rapprocher à nouveau des thèmes populaires.
Enfin, les Disparates, apparus pour la première fois en 1864 dans une publication de l'Académie royale sous le titre de Los Proverbios, sont réalisés à l'eau-forte et aquatinte et sont les plus difficiles à interpréter.